# Mesorregión (geografía)
Una mesorregión es una región de tamaño intermedio entre el de una ciudad o distrito y el de una nación. Los ejemplos de mesorregiones conceptuales se encuentran en el sudeste de Europa, e incluyen Istria, Kosovo, Epiro, etc. Un ejemplo de uso oficial del término era el de las mesorregiones en Brasil, que consistían en agrupaciones de municipios para fines estadísticos.